# Houn
Houn ou Hun (en arabe : هون) est une ville libyenne située au centre du pays, plus précisément dans la région du Fezzan. Elle est la capitale de la chabiyat Al Djoufrah et avait une population de 30 715 habitants en 2010.

## Géographie
La ville se trouve au cœur de l'oasis d'Al Djoufrah, à mi-chemin environ entre Sebha et Syrte sur la côte méditerranéenne. À environ 16 km au sud-ouest de Houn se trouve l'oasis de Socna.

## Histoire
Le nom original de la ville fut Miskan, qui est situé à 4 km au sud-est de la ville moderne, et remonte à environ 500 ans. 
La ville est une ancienne base coloniale pour les patrouilles en profondeur de la Compagnia Sahariana italienne. L'ancien nom de la ville est: El-Huwailah.